# Parc provincial du Barrage de Pinawa
Le parc provincial du Barrage de Pinawa (en anglais : Pinawa Dam Provincial Park) est un parc provincial du Manitoba situé à Lac du Bonnet. Il protège les ruines du barrage de Pinawa, qui est la première centrale hydroélectrique de la province. Le parc a une superficie de 193 ha et a été créé en 1985.

## Géographie
Le parc provincial du Barrage de Pinawa est situé à 5 km au nord de Pinawa (en) et à 95 km au nord-est de Winnipeg. Le parc à une superficie de 193 ha.

## Histoire
Le barrage de Pinawa est une centrale hydroélectrique construite en 1906 pour répondre au besoin en électricité de Winnipeg. Il a été construit sur un chenal Pinawa de la rivière Winnipeg qui a été creusé et élargie en augmenter le débit. La centrale a été fermée en 1951 dans le but d'augmenter le débit de la centrale de Seven Sisters (en), laquelle a été mise en service en 1931. 
À la suite de la fermeture du barrage, le village a été déserté et ensuite tous les bâtiments ont été démolis. On y retrouve cependant quelques traces d'occupation. À la fin des années 1950, les Forces armées canadiennes ont effectué des exercices de démolition sur le barrage à l'aide d'explosif. Une partie du barrage a été démoli, mais une bonne partie est resté intact.

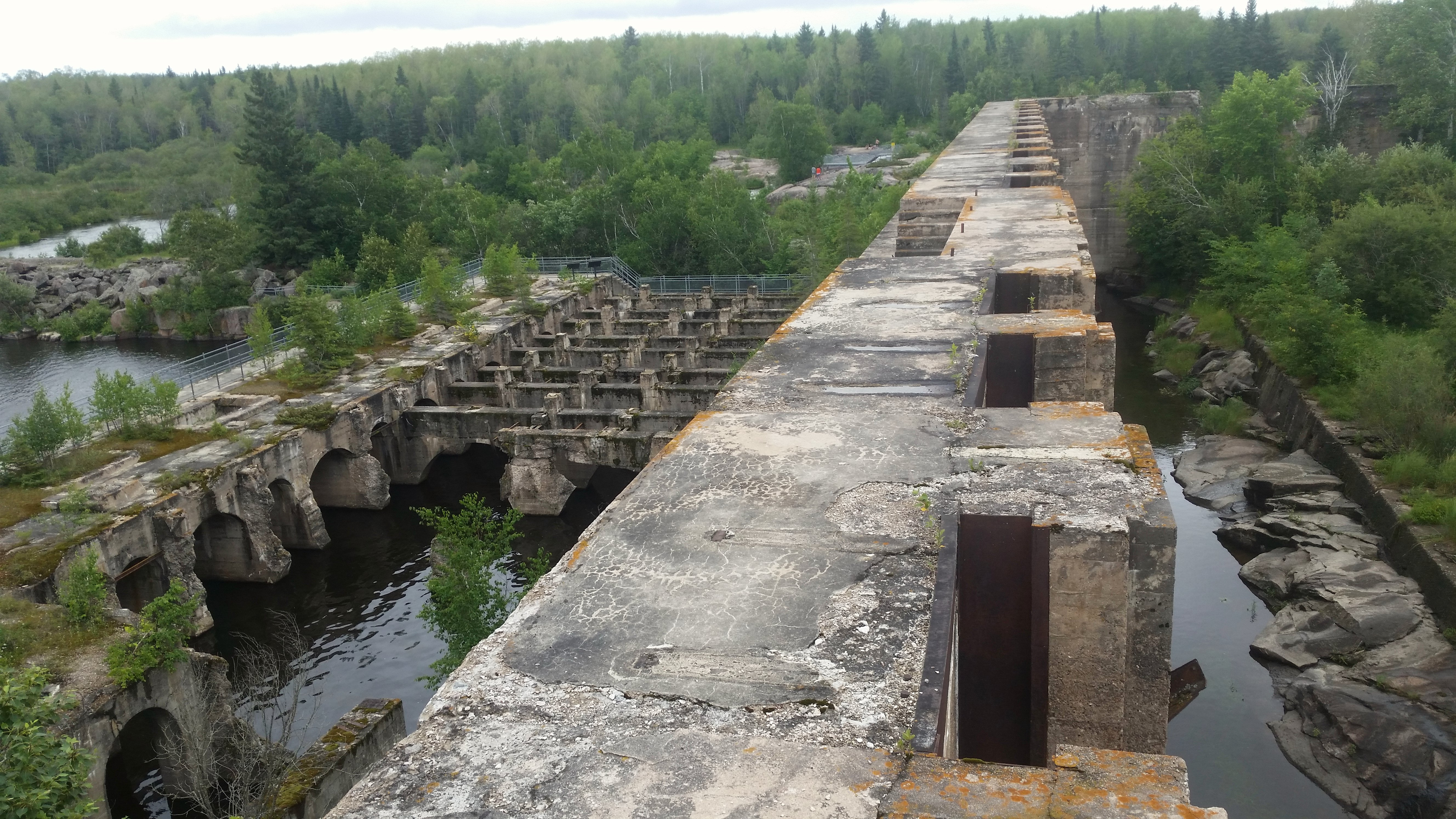
Ruines du barrage et de la centrale.

À partir des années 1970, le gouvernement provincial étudier la possibilité d'utiliser le site pour des fins récréatives. Le parc provincial du Barrage de Pinawa a été constitué le 25 juillet 1985. Il ne comprenait à l'origine le lotissement résidentiel des employés du barrage, soit une superficie de 25 ha. En 1999, il a été agrandi pour comprendre le barrage et les terres adjacente portant sa superficie à 193 ha.